# .bw
.bw ist die länderspezifische Top-Level-Domain (ccTLD) Botswanas. Sie wurde am 19. März 1993 eingeführt und wird derzeit von der Botswana Communications Regulatory Authority (BOCRA) verwaltet.

## Eigenschaften
Zunächst wurde .bw nicht aktiv genutzt, erst seit 2011 sind Anmeldungen unter der Top-Level-Domain möglich. Berichten zufolge bietet die staatliche Regulierungsbehörde für Telekommunikation die Vergabe von Domains an. Eine .bw-Domain kann jede Person anmelden, auch Ausländern steht die Adresse offen. Nach Absendung des Antrags muss die Anmeldung per E-Mail ausdrücklich bestätigt werden.
Im Oktober 2013 kündigte die Vergabestelle an, einen Neustart der Top-Level-Domain vorzubereiten. Im Zuge dessen soll .bw in die staatliche Kampagne Proudly Botswana eingebunden werden.